# Вашутинское
Вашутинское, также известное под названиями Ватутинское, Вашутино и Романовское, — озеро в Пригородном сельском поселении Переславского района Ярославской области. Площадь водоёма составляет 3,08 км², высота над уровнем моря — 143,4 м, наибольшая глубина — 6,5 м. В северную часть озера впадают ручей Дубец и река Сутяга. Последняя выходит из юго-восточной части, где известна под названием Каменка.
На Вашутинском произрастает кубышка малая, занесённая в Красную книгу Ярославской области. Озеро с прилегающей территорией входит в состав Особо охраняемой природной территории «Озеро Вашутинское с участком леса».
В начале и второй половине XX века на северном побережье озера были открыты стоянки Вашутинская, Яга I и Яга II, содержащие артефакты культур неолита и бронзового века.

## Физико-географическая характеристика
Вашутинское озеро расположено на востоке Борисоглебской возвышенности, восток Европейской равнины, недалеко от автодороги «Холмогоры». Административно относится к северной части Переяславского района Ярославской области. Площадь озера составляет 3,08 км², площадь водосборного бассейна — 50 км², длина — 2,9 км, ширина — 1,2 км, средняя глубина — 3,5 м, наибольшая — 6,5 м, высота над уровнем моря — 143,4 м. Минерализация высокая — 100 мг/л. Прозрачность у берегов составляет 40—60 см, в центральной части озера до 80 см.
Берега заболочены. На северном и южном берегах находятся два верховых болота, северное известно под названием Яга. Дно преимущественно торфянисто-илистое, на северо-востоке переходит в песчаное.
Река Сутяга впадает в северо-западную часть Вашутинского озера и выходит из юго-восточной, где известна под названием Каменка. В северную часть впадает ручей Дубец.

## Флора и фауна
Вашутинское окружено лугами, перелесками и смешанными лесами. На озере произрастает 76 видов сосудистых растений, среди которых доминируют представители ароидных, гречишных, злаков, осоковых и яснотковых. Преобладают роды осока, персикария, рдест и вейник. Гигрофиты составляют 36,8 % флоры, гигрогелофиты — 25,0 %, гидрофиты — 19,7 %, гелофиты — 12,0 %, мезофиты — 1,3 %. На озере произрастает кубышка малая (Nuphar pumila), занесённая в Красную книгу Ярославской области.
Вашутинское — высокоэвтрофное озеро. В нём произрастает наибольшее количество видов водорослей среди озёр юга Ярославской области (Чашницкое, Заозерье, Рюмниково) — 81 вид с доминирующими цианобактериями и диатомовыми водорослями. На глубоководье преобладают Limnothrix planctonica, Aulacoseira ambigua и Microcystis aeruginosa, на мелководье — Aulacoseira ambigua и Limnothrix planctonica.
В Вашутинском наряду с Заозерьем обитает наибольшее количество видов зоопланктона среди озёр юга Ярославской области — 25 видов с доминирующими ветвистоусыми ракообразными и коловратками. В пелагиали преобладают коловратки Asplanchna priodonta и Trichocerca cylindrica и ракообразные Chydorus sphaericus, Daphnia cucullata и Mesocyclops leuckarti.
В Вашутинском обитают плотва, окунь, щука, линь, карась, уклейка, реже встречается сазан.

## Хозяйственное освоение
На берегу Вашутинского озера расположена деревня Вашутино. В непосредственной близости от водоёма находятся такие населённые пункты, как Подберезье, Хватково, Слободка и Романово.
В 1938 году Вашутинское вошло в состав Переяславского охотничьего хозяйства, база которого была построена на восточном берегу озера. В 1960-х годах работники охотхозяйства выпустили в озеро мальков и взрослых особей стерляди, сазанов и змееголова. Однако из-за зимних заморов все, кроме сазана не прижились.

## Археология
В 1927 году М. И. Смирнов открыл Вашутинскую стоянку на северном берегу озера. В 1959 году И. К. Цветкова провела на ней раскопки, затем они были продолжены Д. А. Крайновым в 1983—1985 годах. На стоянке были обнаружены поздневолосовские жилища со столбовыми и хозяйственными ямами, очагами, кострищами, сосудами, а также с кремневыми и каменными изделиями; керамика и кремневые изделия фатьяновской, абашевской и сетчатой культур; обломки керамики ямочно-гребенчатой культуры.
В июне 1981 года А. В. Уткин открыл две стоянки, Яга I и Яга II, в районе болота Яга на северном побережье Вашутинского озера. Дальнейшие раскопки проводились в 1982—1983 годах Верхневолжской экспедицией ИА АН СССР под руководством Д. А. Крайнова. На Яге I были обнаружены керамика с гребенчатым орнаментом, обломки сланцевых топоров или долот, а также около тридцати отщепов, осколков и кремневых орудий. На Яге II было обнаружено 3620 предметов, преимущественно керамики. Артефакты принадлежат к позднефатьяновской, сетчатой, волосовской, позднельяловской и верхневолжской культурам, самые поздние относятся к древнерусской посуде XI—XIII веков.

## ООПТ «Озеро Вашутинское с участком леса»
25 июля 1966 года Решением Исполкома Ярославского облсовета была создана Особо охраняемая природная территория (ООПТ) регионального значения «Озеро Вашутинское с участком леса». Общая площадь ООПТ составляет 4,153 км², категория природной территории — памятник природы, профиль — ландшафтный. Южная и западная границы ООПТ проходят по береговой линии озера (которая соответствует урезу воды 143,4 м) до места впадения безымянного ручья; далее граница идёт по ручью, вдоль заболоченных и лесных участков до базы Переяславского охотничьего хозяйства, по границе лесного массива — и снова доходит до озера в его юго-восточной оконечности. С внешней стороны границы ООПТ проходит охраняемая зона шириной 100 м. На территории памятника природы запрещены виды природопользования, влекущее нарушение его сохранности, а также использование озера для нужд животноводства. Разрешено использовать территорию в научных, эколого-просветительских и рекреационных целях.